# هيرمان داهل
هيرمان داهل (بالنرويجية: Herman Dahl)‏ (و. 1993  م) هو راكب دراجة هوائية نرويجي، ولد في كريستيانساند.

## سباقات أو مراحل فاز بها
| التاريخ        | السباق                          | المركز                                          |
| -------------- | ------------------------------- | ----------------------------------------------- |
| 25 سبتمبر 2016 | جوويكس بيجل 2016                | الثامن في التصنيف العام                         |
| 10 يونيو 2017  | فيين روندت 2017                 | السادس في التصنيف العام                         |
| 27 أغسطس 2017  | 2017 Baltic Chain Tour          | الفائز في التصنيف العام                         |
| 01 مايو 2018   | طواف دي بريتاجن 2018            | السادس في التصنيف العام، السادس في تصنيف النقاط |
| 16 يونيو 2018  | فيين روندت 2018                 | السادس في التصنيف العام                         |
| 17 يونيو 2018  | جي بي هورسنز 2018               | الفائز في التصنيف العام                         |
| 25 أغسطس 2018  | 2018 Omloop Mandel-Leie-Schelde | المركز الثاني                                   |
| 03 مارس 2019   | جائزة رودس الدولية الكبرى 2019  | الرابع في التصنيف العام                         |
| 01 مارس 2020   | جائزة رودس الدولية الكبرى 2020  | المركز الثاني                                   |

## روابط خارجية
- هيرمان داهل على موقع الاتحاد الدولي للدراجات (الإنجليزية)
- هيرمان داهل على موقع أرشيف الدراجات (الإنجليزية)
- هيرمان داهل على موقع إحصائيات الدراجات الإحترافية (الإنجليزية)
- هيرمان داهل على موقع نسبة الدراجات (الإنجليزية)